# Celeste Cid
María Celeste Cid (Buenos Aires, 19 de enero de 1984) es una actriz argentina.

## Carrera actoral
María Celeste Cid nació el 19 de enero de 1984 y creció en el barrio de San Cristóbal de la ciudad de Buenos Aires.
Su carrera como actriz inició a los trece años, cuando decidió pedirle a su tía que la llevara a un casting para la tira infantil Chiquititas. Después de haber pasado por Verano del '98, Celeste recibió la oferta para su primer protagónico, junto con Emanuel Ortega en EnAmorArte.
En 2002, formó parte de la telenovela Franco Buenaventura, el profe, encabezada por Osvaldo Laport en donde interpretaba a una joven estudiante que tenía una relación con su profesor.
En 2003, interpretó a Julia Malaguer Podestá en Resistiré donde compartió papel protagónico junto a Pablo Echarri. Ese año también participó del videoclip "Asesíname" de Charly García.
Participó en algunos episodios del unitario de Pol-ka Locas de amor y en 2005 volvió a la pantalla chica como protagonista del unitario, Ambiciones, en la pantalla de Telefe. Durante ese año, actuó en teatro clásico en la tragedia griega Hipólito y Fedra.
Entre 2006 y 2007 se dedicó a tener participaciones esporádicas en televisión en unitarios como Mujeres asesinas, Televisión por la identidad y Mujeres elefantes.
Debutó como directora en el cortometraje Limbo, estrenado en 2008.
En 2008, protagonizó su primer largometraje, Motivos para no enamorarse, junto a Jorge Marrale. Más tarde regresa a la pantalla chica como protagonista de la miniserie interactiva Dirigime - La Venganza que se transmitió a través del portal Terra Networks. En esta ficción el usuario mira los capítulos según el personaje que elija y al final de cada emisión tiene que votar cuál es el mejor destino para la historia. La serie fue transmitida además por América TV.
En 2009, protagonizó Eva & Lola dirigida por la cineasta Sabrina Farji. 
En 2010, volvió a la televisión como una de las protagonistas de Para vestir santos por El Trece la cual le valió un gran éxito y reconocimiento durante todo el año. En dicho unitario tuvo que cantar en varias oportunidades, demostrando tener una buena voz a la hora del canto.
En 2011, abandonó el papel protagónico de Lobo por problemas personales. Más tarde viaja a Europa para protagonizar la película dramática El amigo alemán, de producción argentino-alemana.
En agosto de 2012, protagonizó junto a Luciano Castro la telenovela Sos mi hombre, emitida por la pantalla de El Trece, el cual se mantuvo al aire hasta mediados de 2013.
Durante 2014, Celeste protagonizó el filme Aire libre, junto a Leonardo Sbaraglia y bajo las órdenes de Anahí Berneri. En televisión interpretó a Vera Santoro en Viudas e hijos del Rock & Roll en la pantalla de Telefe.
En 2015, protagonizó la película La parte ausente, de Gabriel Maidana, junto a Alberto Ajaka.
En 2017, fue una de las protagonistas de Las estrellas, junto a Marcela Kloosterboer, Violeta Urtizberea, Natalie Pérez y Justina Bustos, encarnando a Virginia Estrella, emitida por El Trece hasta principios de 2018.
En 2020, protagonizó la tira Separadas, interpretando a Martina Rivero.

## Otras actividades
En octubre de 2024 presentó su libro Intimidad en la Feria Internacional del Libro de Montevideo.

## Vida personal
Entre 2003 y 2006 estuvo en pareja con el cantante y músico Emmanuel Horvilleur, con quien tuvo a su primer hijo, André, nacido en 2004. Luego, entre 2016 y 2018 estuvo en pareja con el actor Michel Noher, con quien tuvo a su segundo hijo, Antón, nacido en 2016.
Celeste ha atravesado problemas de adicciones a las drogas. En 2009 decidió internarse por primera vez en el Instituto Fleni para tratarse. En 2010, volvió a la televisión y en una entrevista para la revista Rolling Stone confesó haber consumido paco en su época más oscura. En 2011 fue internada brevemente en un neuropsiquiátrico debido a una "excitación psicomotriz".

## Filmografía

### Cine
| Año  | Título                     | Rol                | Director                                   |
| ---- | -------------------------- | ------------------ | ------------------------------------------ |
| 2007 | Mujeres elefante           | Ana                | Israel Adrián Caetano y José María Muscari |
| 2008 | Motivos para no enamorarse | Clara              | Mariano Mucci                              |
| 2010 | Eva & Lola                 | Eva                | Sabrina Farji                              |
| 2011 | Mía                        | Mía                | Javier van de Couter                       |
| 2012 | El amigo alemán            | Sulamit Löwenstein | Jeanine Meerapfel                          |
| 2014 | Aire libre                 | Lucía              | Anahí Berneri                              |
| 2015 | La parte ausente           | Lucrecia           | Galel Maidana                              |
| 2015 | La intrusa (cortometraje)  | Marina             | Guadalupe Gaona                            |
| 2016 | Artax: un nuevo comienzo   | Mariana            | Diego Corsini                              |

### Televisión
| Año       | Título                                              | Personajes                  | Notas                                    |
| --------- | --------------------------------------------------- | --------------------------- | ---------------------------------------- |
| 1997-1998 | Chiquititas                                         | Bárbara Ramírez             |                                          |
| 1999-2000 | Verano del 98                                       | Yoko Vázquez                |                                          |
| 2001      | EnAmorArte                                          | Celeste Serrano             |                                          |
| 2002      | Franco Buenaventura, el profe                       | Carolina Peña               |                                          |
| 2003      | Resistiré                                           | Julia Malaguer              |                                          |
| 2004      | Locas de amor                                       | Zara Ohañak                 |                                          |
| 2005      | Botines                                             | Jazmín                      | Ep: "Acorralados"                        |
| 2005      | Conflictos en red                                   | Florencia                   | Ep: "Rota"                               |
| 2005      | Ambiciones                                          | Nina Cárdenas               |                                          |
| 2006      | Mujeres asesinas 2                                  | Lucía                       | Ep: "Lucía, memoriosa"                   |
| 2006      | Mujeres asesinas 2                                  | Cecilia                     | Ep: "Laura, abandonada"                  |
| 2006      | Mujeres asesinas 2                                  | Ramona                      | Ep: "Ramona, justiciera"                 |
| 2007      | Televisión por la identidad                         | Julia                       | Ep: "Nietos de la esperanza"             |
| 2008      | Mujeres asesinas 4                                  | Victoria                    | Ep: "Dolores, poseida"                   |
| 2008      | Oportunidades                                       | Nora                        | Especial de Fundación Huésped            |
| 2009      | Dirigime: la venganza                               | Laura                       |                                          |
| 2010      | Para vestir santos                                  | Malena San Juan             |                                          |
| 2011      | Contra las cuerdas                                  | Juana                       |                                          |
| 2011      | El puntero                                          | Guillermina Ruiz            |                                          |
| 2012-2013 | Sos mi hombre                                       | Camila Silvia Garay         |                                          |
| 2014-2015 | Viudas e hijos del Rock & Roll                      | Vera Santoro / Vera Bettini |                                          |
| 2016      | Si solo si                                          | Gigi                        |                                          |
| 2017-2018 | Las Estrellas                                       | Virginia Estrella           |                                          |
| 2018      | Pasado de Copas: El General, los caniches y la Diva | Ava Gardner                 | Ep: "El general, los caniches y la diva" |
| 2019      | Otros pecados                                       | Lola                        | Ep: "Cuento de invierno"                 |
| 2019      | Monzón                                              | Susana Giménez              |                                          |
| 2019      | El host                                             | Fantasma de mujer           |                                          |
| 2020      | Separadas                                           | Martina Rivero              |                                          |
| 2023      | Planners                                            | Malena Carregal             |                                          |

### Videos musicales
| 2003 | Charly García                      | Asesíname             |
| 2016 | Mex Urtizberea                     | Mua                   |
| 2018 | Tini Stoessel ft. Cali & el Dandee | Por qué te vas        |
| 2018 | Miss Bolivia                       | Paren de matarnos     |
| 2019 | Meteoros y Emmanuel Horvilleur     | Chica en Buenos Aires |

## Premios y nominaciones
| Año  | Ceremonia                                                             | Categoría                                                        | Programa                         | Resultado |
| ---- | --------------------------------------------------------------------- | ---------------------------------------------------------------- | -------------------------------- | --------- |
| 2002 | Premios Martín Fierro                                                 | Mejor actriz protagonista de novela                              | Franco Buenaventura, el profe    | Nominada  |
| 2002 | Premios INTE, Estados Unidos                                          | Mejor talento juvenil de Latinoamérica                           | Franco Buenaventura, el profe    | Ganadora  |
| 2003 | Premios INTE, Estados Unidos                                          | Actriz del año de Latinoamérica                                  | Resistiré                        | Nominada  |
| 2005 | Premios ACE                                                           | Revelación Femenina                                              | Hipólito y Fedra                 | Nominada  |
| 2008 | Bafici                                                                | Mejor cortometraje, guion y dirección                            | Limbo                            | Nominada  |
| 2009 | Festival de Málaga, España                                            | Alta calidad interpretativa                                      | Motivos para no enamorarse       | Ganadora  |
| 2010 | Premios Martín Fierro                                                 | Mejor actriz protagonista de unitario y/o miniserie              | Para vestir santos               | Nominada  |
| 2011 | Seoul International Drama Award, Corea                                | Mejor actriz                                                     | Para vestir santos               | Nominada  |
| 2011 | Festival du Cinema Sud Américain Marsella, Francia                    | Mejor actriz                                                     | Eva y Lola                       | Ganadora  |
| 2012 | Premios Tato                                                          | Mejor actriz de novela                                           | Sos mi hombre                    | Nominada  |
| 2012 | Premios Martín Fierro                                                 | Mejor actriz protagonista en ficción diaria (novela/telecomedia) | Sos mi hombre                    | Nominada  |
| 2013 | Premios Cóndor de Plata                                               | Mejor actriz                                                     | El amigo alemán                  | Nominada  |
| 2013 | Festival Internacional de Cine de Punta del Este 16ª edición, Uruguay | Mención especial por participación en una película               | El amigo alemán                  | Ganadora  |
| 2015 | Premios Cóndor de Plata                                               | Mejor actriz protagonista                                        | Aire libre                       | Nominada  |
| 2015 | Kids Choice Awards Argentina                                          | Actriz favorita                                                  | Viudas e hijos del rock and roll | Nominada  |
| 2017 | Premios Tato                                                          | Mejor actriz protagónica diaria                                  | Las estrellas                    | Nominada  |